# Saint-Avit-Frandat
Saint-Avit-Frandat – miejscowość i gmina we Francji, w regionie Oksytania, w departamencie Gers. Nazwa miejscowości pochodzi od imienia św. Awita.
Według danych na rok 1990 gminę zamieszkiwały 92 osoby, a gęstość zaludnienia wynosiła 12 osób/km² (wśród 3020 gmin regionu Midi-Pireneje Saint-Avit-Frandat plasuje się na 971. miejscu pod względem liczby ludności, natomiast pod względem powierzchni na miejscu 1273.).